# Тютюнче
Тютюнче (болг. Тютюнче) — село в Болгарии. Находится в Кырджалийской области, входит в общину Джебел. Население составляет 82 человека.

## Политическая ситуация
В местном кметстве Папрат, в состав которого входит Тютюнче, должность кмета (старосты) исполняет Исмет Иляз Гюлюстан (Движение за права и свободы (ДПС)) по результатам выборов правления кметства.
Кмет (мэр) общины Джебел — Бахри Реджеб Юмер (Движение за права и свободы (ДПС)) по результатам выборов в правление общины.